# Ологун Кутере
Ологун Кутере (англ. Ologun Kutere) — пятый Оба (король) Лагоса. 
Ологун Кутере приходился внуком королю Адо через свою мать. Таким образом, все последующие Обы Лагоса происходят от Асипы только по материнской линии.

## Биография
В 1770-х годах его отец, Алаагба, был известнейшим знахарем, что позволило ему жениться на дочери короля. Имя «Ологун» на языке йоруба означает «генерал».
Во время правления Ологуна торговля между Лагосом и Иджебу увеличилась, Ижебу приносили продукты питания в обмен на соль, табак и спиртные напитки, получаемые от португальских работорговцев. Король ввел меньшее регулирование и низкие налоги, которые позволили Лагосу стать конкурентом по товарообороту Виде. Тогда же французы запретили работорговлю после Французской революции, что стало ударом по экономике Порто-Ново, но благоприятно повлияло на Лагос. Население города выросло с 5 000 в 1780-х годах до 20 000 человек в 1810-х годах.
Кутере усилил военную мощь Лагоса; использование большого флота военных каноэ для успешных атак на близлежащие города и деревни оправдало себя. Ологун Кутере был богат, и суров настолько, что его власть была описана как «абсолютная и склонная к  чрезмерной тирании».

## Семья и наследие
У Кутере было много детей, среди которых были будущие Обы Осинлокун, Адель Ажосун и Акитое, а так же Акиолу, Олукойя и Олуси. Все последующие короли Лагоса происходили от Кутере, хотя у его деда были наследники по мужской линии — потомки Обы Акинсемойина. Его потомки сейчас оспаривают в суде возведение на престол в 2003 годуРилвана Акиолу.